# Flamingokvintetten 19
Flamingokvintetten 19 är ett studioalbum av dansbandet Flamingokvintetten, utgivet år 1988 på CD, LP och kassettband.

## Låtlista
1. Oh, la la fyra dagar i Paris (P.Åhs)
2. Hand i hand (Hand in Hand) (G.Moroder-T.Whitlock-C.Lundh)
3. Nytt år (O.Bredahl-U.Georgsson)
4. Ja det var då min vän (H.Rytterström)
5. Det finns någon som väntar därhemma (E.Schieich-F.Gustav)
6. Där de milsvida skogarna susa (G.Sandberg-S.O.Sandberg)
7. Loppan (O.Törnqvist)
8. Min barndoms gamla gata (G.Folkestad-B.Borg)
9. Vad vore livet utan drömmar (S.Nilsson)
10. Linda (T.Höglund)
11. Little dipper (instrumental) (R.Maxwell)
12. Den stora kärleken (O.Bredahl-K.Almgren)
13. Där jag lekte som barn (S.Axelsson-S.Paddock)